# Villa Anna
Die Villa Anna steht in der Moritzburger Straße 37 im Stadtteil Niederlößnitz der sächsischen Stadt Radebeul.

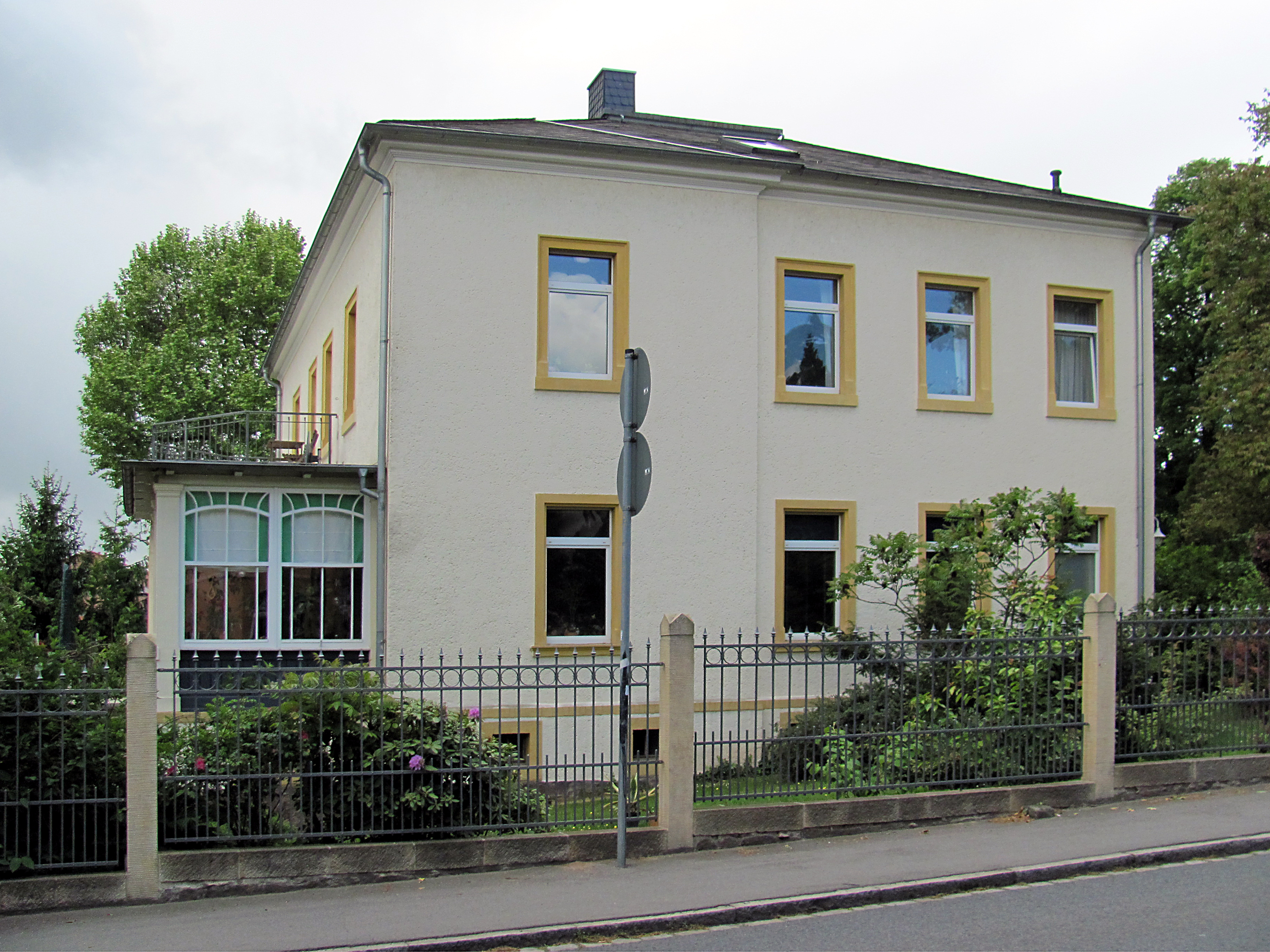
Villa Anna

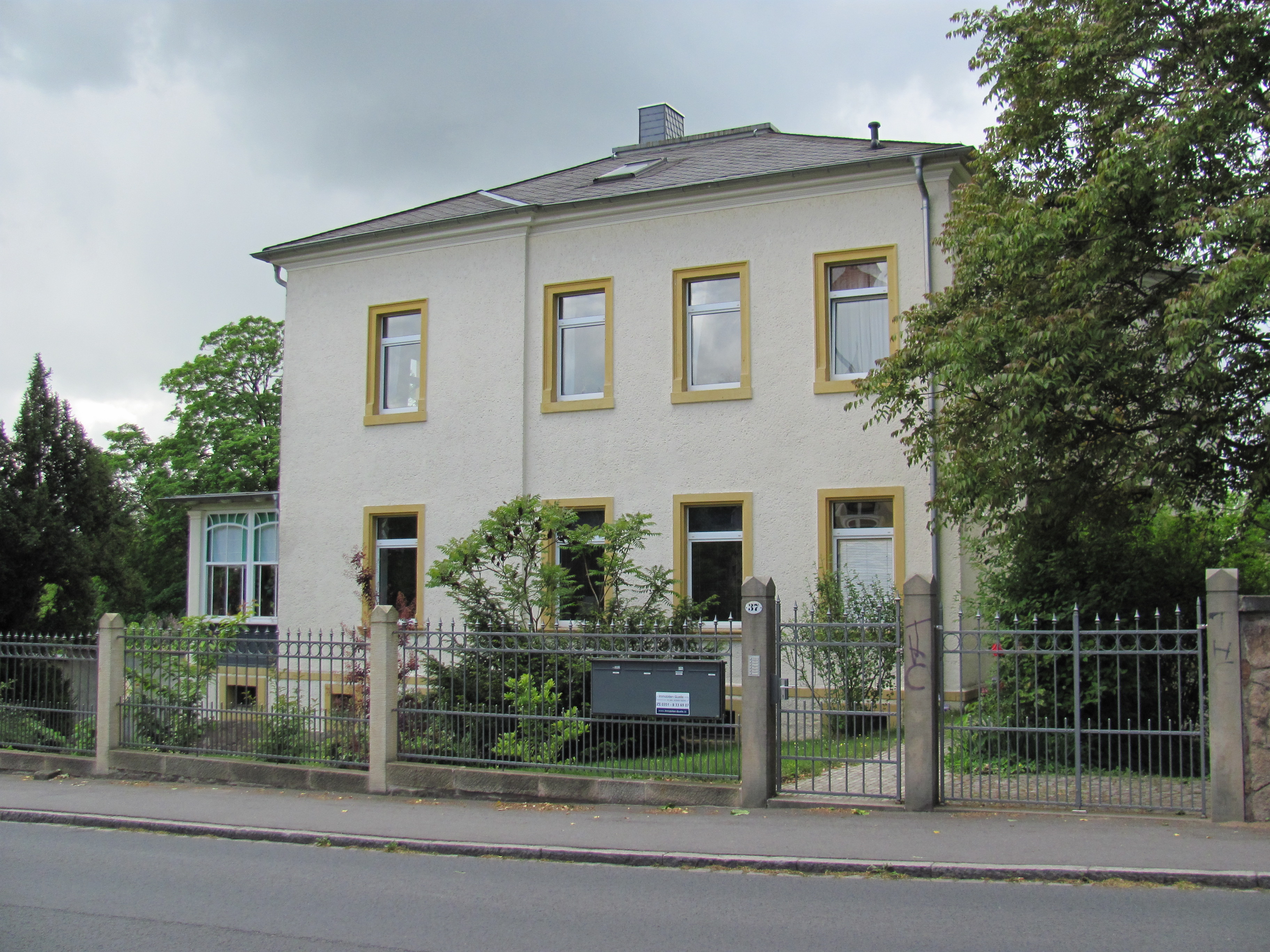
Villa Anna

## Beschreibung
Die wohl aus den 1890er Jahren stammende, unter Denkmalschutz stehende Mietvilla ist ein zweigeschossiger, nach Süden wegen der Hanglage mit einem Souterrain versehener Bau, dessen Sockel ebenso wie die Fassaden verputzt ist. Das Dach ist ein flaches Walmdach mit einer kleinen Plattform.
In der vierachsigen Straßenansicht steht auf der linken Seite ein kaum hervortretender Seitenrisalit. In der linken, ebenfalls vierachsigen Seitenansicht, nach Süden zum abfallenden Garten hin, steht eine massive eingeschossige, farbig verglaste Veranda mit einem Austritt obenauf.
Die Putzfassade ist stark vereinfacht, die Fenster werden durch Sandsteingewände eingefasst.
Die Einfriedung des Grundstücks ist ein Lanzettzaun zwischen erneuerten, gekrönten Sandsteinpfeilern.

## Geschichte
1895 wohnte dort der Generalmajor z. D. Oskar Wilhelm Schuster.